# Paweł Wdówik
Paweł Adam Wdówik (ur. 20 marca 1967 w Sieradzu) – polski działacz społeczny na rzecz osób niepełnosprawnych, urzędnik państwowy, w latach 2020–2023 sekretarz stanu w Ministerstwie Rodziny, Pracy i Polityki Społecznej i następnie w Ministerstwie Rodziny i Polityki Społecznej oraz Pełnomocnik  Rządu ds. Osób Niepełnosprawnych.

## Życiorys
Jest osobą niewidomą, porusza się z pomocą psa przewodnika. Absolwent Ośrodka Szkolno-Wychowawczego dla Dzieci Niewidomych im. Róży Czackiej w Laskach. Ukończył studia na Wydziale Psychologii Uniwersytetu Warszawskiego. Od 1993 do 2003 był wykładowcą na Akademii Pedagogiki Specjalnej, zaś od 2001 do 2010 pracował w Katolickim Radiu Józef, gdzie prowadził autorski program „Bądź zimny, bądź gorący”. W 1997 został kierownikiem Biura ds. Osób Niepełnosprawnych na Uniwersytecie Warszawskim, gdzie stworzył system wsparcia dla studentów. W 2010 wszedł w skład komisji ekspertów ds. osób niepełnosprawnych przy Rzeczniku Praw Obywatelskich.
7 stycznia 2020 został powołany na stanowisko sekretarza stanu w Ministerstwie Rodziny, Pracy i Polityki Społecznej oraz pełnomocnika rządu do spraw osób niepełnosprawnych. W styczniu tego samego roku objął także funkcję prezesa rady nadzorczej Państwowego Funduszu Rehabilitacji Osób Niepełnosprawnych. W wyborach w 2023 bezskutecznie kandydował do Sejmu z listy Prawa i Sprawiedliwości. W grudniu tego samego roku zakończył pełnienie funkcji w administracji rządowej.

## Życie prywatne
Żonaty, ma czworo dzieci.